# Beeching cuts
Pour les articles homonymes, voir Beeching.

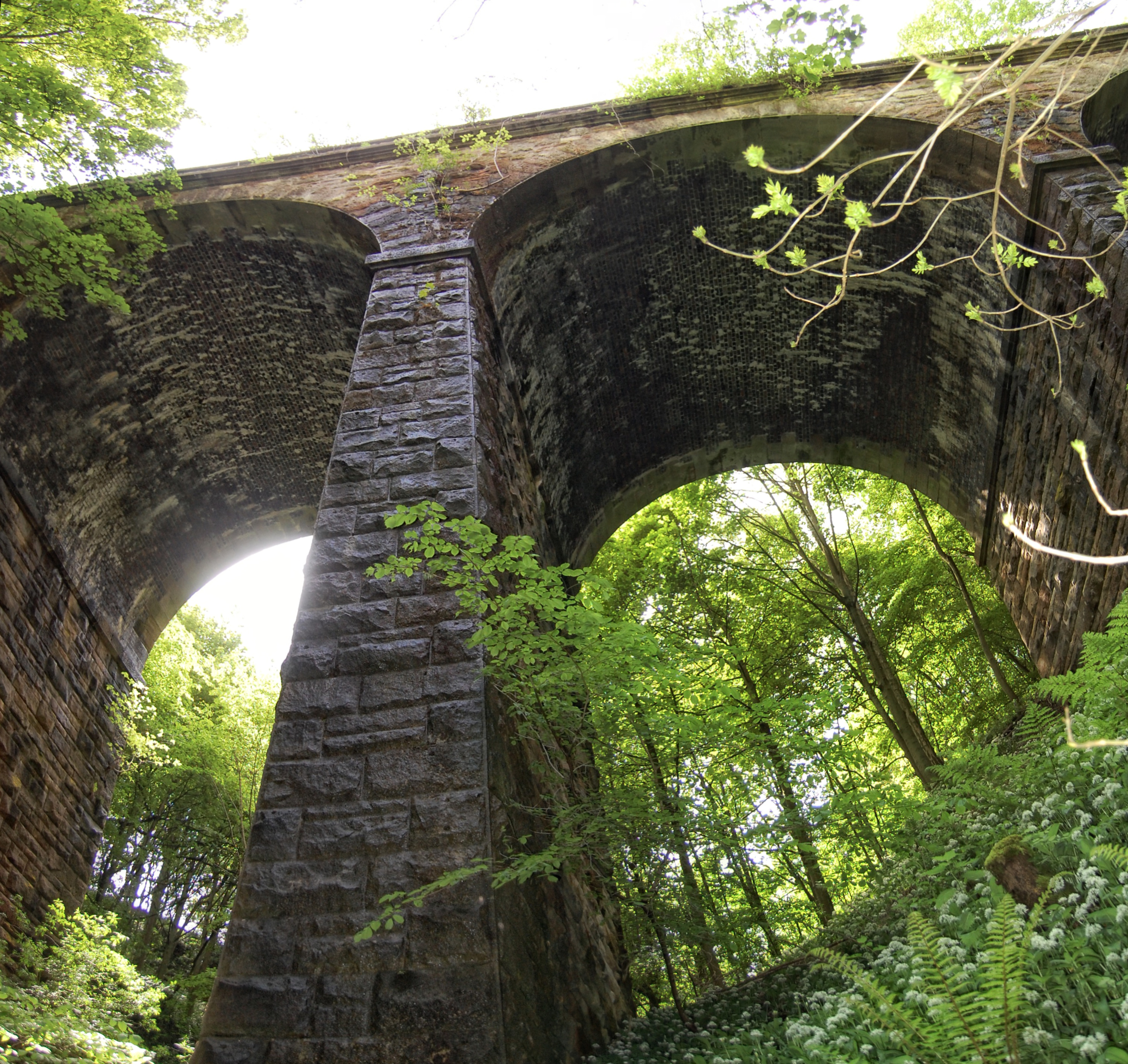
Le viaduc à l'abandon de Lobb Ghyll, construit pour la Midland Railway (1888), qui équipait la ligne Skipton-Ilkley dans le Yorkshire, a été désaffecté en 1965.

La politique des Beeching cuts (ou Axe Beeching) est un programme de réduction et de restructuration du réseau ferroviaire britannique. Il a été adopté sur la base de deux rapports, The Reshaping of British Railways (1963) et The Development of the Major Railway Trunk Routes (1965), du baron Richard Beeching (en) (publiés par le British Railways Board).
Le premier rapport identifiait 2 363 gares (soit 55 %) et 8 000 km de voies ferrées (soit 30 % du réseau) à fermer, avec l'objectif d'endiguer les énormes coûts résultant de la compétition croissante avec le transport routier ; Le second rapport indiquait les quelques itinéraires prometteurs, méritant un effort d’investissement. Le rapport de 1963 recommandait aussi quelques changements dont on a moins parlé, notamment une conversion du fret ferroviaire vers la conteneurisation.
Le mouvement de protestation contre ces mesures a permis de préserver quelques gares et lignes de chemin de fer, mais les préconisations ont été appliquées pour l’essentiel et le nom de Beeching reste attaché à l’abandon en masse des voies secondaires britanniques, et à la perte de nombreux services publics de proximité qu’il a entraînée. Depuis, quelques anciennes lignes de chemin de fer ont été remises en service, certains tronçons ont été conservés par des mesures patrimoniales, d’autres enfin ont été incorporées au National Cycle Network ou réemployées pour le réseau routier secondaire ; le reste a été rendu à l'agriculture, ou demeure en friche.

## Contexte
Après une période de croissance prodigieuse au XIXe siècle, qui s’exprima par la Railway mania, le réseau ferré britannique connut son apogée avec la fin de la Belle Époque : il s’étendait alors sur 37 700 km. Après la Première guerre mondiale, le chemin de fer dut soutenir une compétition effrénée avec le transport routier, ce qui se traduisit entre 1923 et 1939 par un premier abandon de 2 000 km de lignes de passagers. Certaines de ces lignes n’avaient, du reste, jamais été rentables, et leur abandon fit à peine baisser le trafic par train. Puis au cours de la Seconde Guerre mondiale, le chemin de fer connut un usage incessant, mais au prix d’un entretien très insuffisant, et l’état du réseau était fortement dégradé lorsque le gouvernement prit la décision de le nationaliser pour en faire British Rail.
En 1949, la Commission britannique des Transports (British Transport Commission, BTC en abrégé) créa le Branch Lines Committee, chargé de fermer les lignes les moins rentables ; entre 1948 et 1962, cette sous-commission procéda à la fermeture de 5 350 km de voie ferrée : parmi ces lignes, il y avait la Charnwood Forest Railway (inexploitée depuis 1931), la Harborne Line de Birmingham (inexploitée depuis 1934), et la Midland and Great Northern Joint Railway, fermée en 1959. Ce fut alors le début d’un mouvement contestataire mené par la Railway Development Association, dont l'un des membres les plus célèbres était le poète John Betjeman, et qui mena la vie dure au programme Beeching.
Le redressement économique et la fin du rationnement en pétrole avaient provoqué un bond du taux d'équipement en voitures particulières. Le kilométrage du réseau routier britannique a progressé à un taux soutenu de 10 % par an entre 1948 et 1964 ; au contraire, le trafic ferroviaire a stagné tout au long des années 1950 mais sa rentabilité s'est nettement détériorée à partir de 1955, à cause de l'accroissement du coût du travail et des charges d'exploitation,, conjugués au gel du prix des billets et du coût de la tonne transportée, promulgués par le gouvernement pour contenir l’inflation.
Le Plan de Modernisation de 1955, qui prévoyait un programme d’investissements de 1 240 000 £, consistait à remplacer les locomotives à vapeur par des motrices diesel et électriques, avec un retour envisagé vers les profits pour 1962 ; toutefois, les résultats furent presque opposés : la dette se creusa de 68 000 000 £ en 1960 à 87 000 000 £ en 1961 et 104 000 000 £ en 1962. Le BTC était désormais incapable de rembourser l'intérêt de la dette : poussé à bout, le gouvernement se mit à envisager des mesures draconiennes.
Pour la seule année 1961, les pertes financières se creusaient au rythme de 300 000 £ par jour ; depuis la nationalisation de 1948, on avait abandonné 5 000 km de voie ferrée, l'effectif du personnel avait diminué de 26 % (648 000 employés à 474 000) et le nombre de wagons de 29 % (passant de 1 200 000 à 848 000).

## Les rapports Beeching

### La restructuration du réseau ferré britannique (rapport Beeching I)

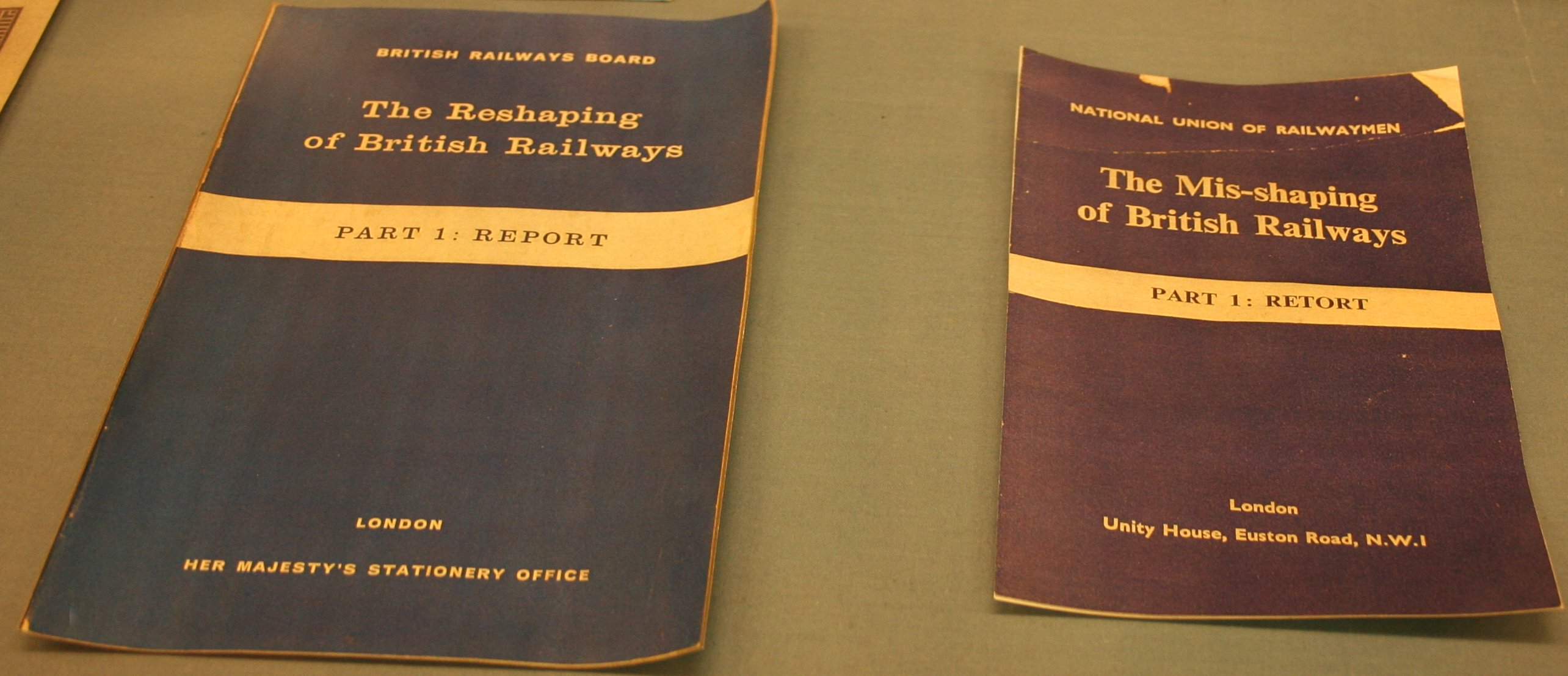
Exemplaire du rapport The Reshaping of British Railways, et le mémoire en réponse du syndicat des cheminots National Union of Railwaymen.

Le rapport « The Reshaping of British Railways » (ou « rapport Beeching I ») a été publié le 27 mars 1963.

#### Approche du problème
Une citation liminaire de la lettre de mission de 1960 du Premier Ministre, Harold Macmillan donne le ton : « Tout d'abord, notre industrie doit être d’une taille et d’une structure conformes aux conditions et perspectives actuelles. En particulier, le réseau ferré doit être réformé pour répondre aux nouveaux besoins, et le plan de modernisation doit répondre à ce nouveau schéma, en ayant en vue que les chemins de fer doivent fonctionner comme une entreprise rentable. »
Beeching étudia d'abord les flux de trafic de toutes les lignes afin d’identifier « les bonnes, les mauvaises et les neutres. » Il conclut de son analyse 
- que les 1 762 gares les moins fréquentées rapportaient moins de 2 500 £ chacune par an,
- que plus de la moitié des 4 300 gares à passagers de 1960 rapportaient moins de 10 000 £ chacune[note 6],
- que la moitié des gares les moins fréquentées ne contribuaient que pour 2 % du flux de voyageurs[note 7],
- et qu'un tiers du réseau (en km) n'était emprunté que par 1 % des voyageurs[note 8].

Il releva par exemple que la ligne reliant Thetford à Swaffham était desservie par cinq trains par jour dans les deux directions, en ne transportant en moyenne que neuf voyageurs, de sorte que les coûts d'exploitation n'étaient couvert qu'à 10% par le prix des billets; sur la Caledonian Railway, il y avait dix trains par jour pour cinq passagers en moyenne, dont les billets ne couvraient que 25 % des coûts d'exploitation. Enfin, la desserte entre Hull et York via Beverley (qui partageait une partie du réseau de la Yorkshire Coast Line, était toujours ouverte, alors que la ligne de York à Beverley était abandonnée : elle couvrait 80 % de ses coûts d'exploitation mais faisait double emploi, même si l'autre ligne était un peu moins directe.

#### Les recommandations
En conclusion de son rapport, Beeching proposait de supprimer 8 000 km des 29 000 km de chemin de fer (principalement ruraux et industriels), et de ne conserver certains tronçons que pour le fret. Cela entraînait la suppression de 2 363 gares, dont 435 avaient déjà été identifiées auparavant.
Il recommandait en outre de limiter le fret de marchandises au transport de minerais en vrac et de charbon, et de promouvoir le transport conteneurisé au détriment des anciens wagons de marchandises, plus lents à charger et à décharger : ce sera finalement la stratégie adoptée par Freightliner. Enfin Beeching appelait à l'électrification de la West Coast Main Line entre Crewe et Glasgow avec pour objectif l'année 1974.
Les rapports Beeching mettaient en garde le gouvernement contre la tentation de rendre les lignes déficitaires, rentables. La conversion de ces lignes en lignes train-tram était jugée particulièrement pernicieuse : « La troisième suggestion, à savoir substituer des tramways aux trains, ne tient pas compte du coût d'entretien élevé des voies, ni du fait que les tramways sont d'un entretien plus coûteux que les autobus. »

### Le développement d'un réseau magistral (rapport Beeching II)

Le réseau magistral (en traits gras) esquissé par le rapport Beeching II.

Le 16 février 1965, Beeching rendait publique la deuxième phase de son programme de réorganisation des chemins de fer. Intitulé « The Development of the Major Railway Trunk Routes », ce rapport concluait que, sur les 12 000 km du réseau britannique, seuls 4 800 km valaient la peine qu'on continue d'y investir.
Cette politique se traduisait par le maintien de neuf grandes lignes uniquement. Le trafic entre Coventry, Birmingham, Manchester, Liverpool et l’Écosse serait détourné sur la West Coast Main Line par Carlisle et Glasgow ; le trafic du réseau nord-est serait capté par l’East Coast Main Line, condamnée au nord de Newcastle ; et le trafic vers le Pays de Galles et les Cornouailles serait regroupé sur la Great Western Main Line, reliant Swansea à Plymouth.
La conviction de Beeching était que les redondances du réseau expliquaient son coût prohibitif.

## Les fermetures de ligne

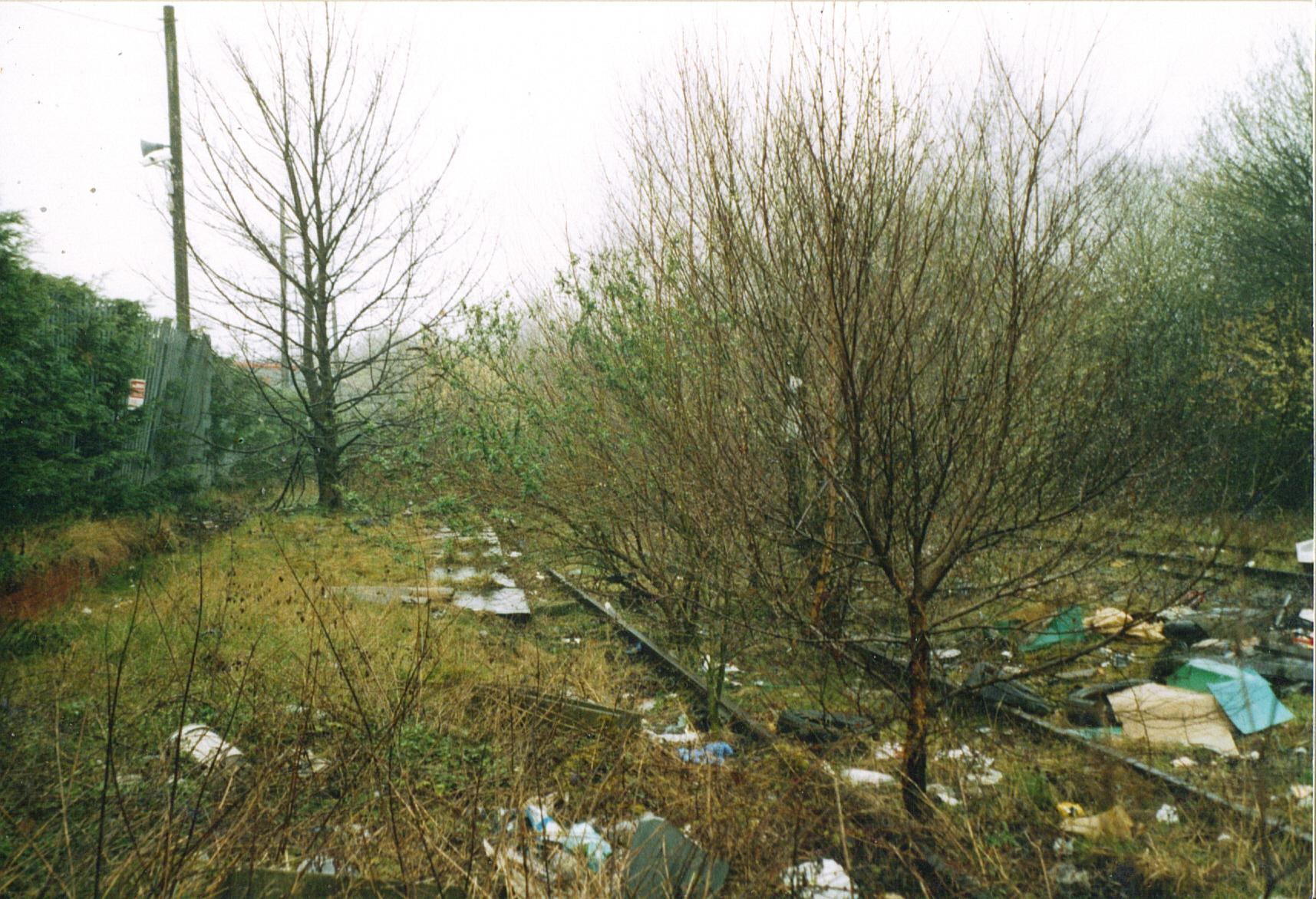
La gare de Wednesbury et la South Staffordshire Railway, fermées dans le cadre du programme Beeching, étaient toujours en ruines en 2003.

Le premier rapport avait été repris à son compte par le Gouvernement, mais les fermetures de ligne annoncées se heurtèrent aux protestations des populations rurales, qui ne disposaient d'aucune autre desserte par transports en commun. Le gouvernement répliqua qu'on pouvait effectuer les mêmes voyages, à un prix plus modique, par le bus.
Les fermetures de lignes, qui s'étaient opérées à un rythme de 250–500 km de voies par an entre 1950 et 1961, culminèrent à 1 600 km en 1964 et ne connurent une pause qu'au début des années 1970. La principale fermeture a été celle de la Waverley Route (158 km) reliant Carlisle, Hawick et Édimbourg, en 1969 ; la réouverture d'un tronçon de 56 km de cet itinéraire, connu comme la ligne des Borders, a été approuvée par le Parlement écossais et le service passagers a repris le 9 septembre 2015.
Toutes les recommandations n'ont pas été appliquées.
Le rapport Beeching I était censé proposer un choix de lignes ferroviaires à abandonner, mais il a finalement entraîné la fermeture d'autres lignes comme celle de Woodhead entre Manchester et Sheffield (1981), qui avait perdu l'essentiel de son trafic de fret (essentiellement du charbon) ; de même, la Varsity Line Oxford–Cambridge malgré la desserte stratégique de Milton Keynes, la plus grosse ville nouvelle de Grande-Bretagne. Le Kinross-shire et la région côtière de Fife ont été particulièrement touchés par des fermetures non prévues, notamment la ligne entre Édimbourg et Perth. King's Lynn aurait dû demeurer au carrefour des lignes vers Norwich, Hunstanton et Wisbech, mais toutes ont dû fermer.
À quelques exceptions près, les annonces faites au début des années 1970 de nouveaux itinéraires à fermer n'ont pas été suivies d'effet par suite d'une protestation publique de plus en plus forte : la dégradation du service voyageur depuis le milieu et la fin des années 1960 avait exaspéré les usagers.

## Critiques

### La revente des terrains et de l'infrastructure
Les rapports Beeching ne donnaient aucune préconisation sur la libération des emprises foncières résultant de l'abandon des lignes non-rentables. Aussi British Rail mit-elle en œuvre une politique de revente des terrains qui allait au-delà des préconisations gouvernementales. Plusieurs ponts, fossés et remblais furent rasés en vue de la revente sur le marché immobilier. Les gares désaffectées ont été soit démolies, soit vendues aux enchères. La pression immobilière en Grande-Bretagne était telle qu'il n'a pas paru judicieux de geler certaines emprises comme l'avaient fait certains pays (sur le modèle du Rail Bank américain, qui envisageait des possibilités de redéploiement futur du réseau). Il subsiste par endroits des superstructures (ponts, aqueducs) devenues inutiles, qu'il faut entretenir à perte en tant qu'éléments de l'infrastructure : les critiques du programme Beeching en tirent argument pour montrer l'absence de vision à moyen terme des experts. Cela dit, comme la demande pour le transport ferroviaire a repris depuis la privatisation des années 1980, le maintien de ces emprises (par exemple entre Bedford et Cambridge) n'a pas été entièrement négatif.

### Des lignes subventionnées par la Couronne
En 1968, les chemins de fer restaient financièrement dans le rouge et beaucoup considéraient déjà que le programme Beeching était un échec : on estimait qu'en ayant fermé un tiers des lignes, Beeching n'avait économisé que 30 000 000 £ sur un déficit 100 000 000 £ par an ; mais à vrai dire, il était très difficile d'évaluer les économies réalisées et le ministère des Transports, se fondant sur l'approche analytique de Beeching, évaluait pour sa part les économies réalisées en coût d'exploitation à plus de 100 000 000 £, les deux-tiers de ces économies ayant toutefois été absorbée par la hausse des salaires. Dans certains cas, les grandes lignes de fret étaient alimentées par les chargements d'une multitude de lignes secondaires, et l'abandon de ces petites lignes a fait péricliter les grandes lignes ; toutefois, les conséquences financières de cet effet induit sont discutables puisque plus de 90 % du trafic ferroviaire de 1960 passait par des lignes encore exploitées dix ans plus tard.
Quoi qu'il en soit, vers la fin des années 1960, il devint manifeste que l'optimisation du réseau ne permettait pas de sortir les chemins de fer britanniques du déficit. La ministre des Transports, Barbara Castle, posa en principe qu'il fallait subventionner certaines lignes non-rentables, en raison de leur rôle dans le désenclavement de la province. Cette disposition a été intégrée dans le 1968 Transport Act (article 39 : le Trésor provisionnera les subventions pour un cycle de trois ans). Son influence sur la taille du réseau est discutable : les critères de maintien de lignes déficitaires restaient inchangés, seul le bilan comptable était affecté (leur contribution était auparavant noyée dans le déficit des chemins de fer).

### Les dessertes par bus et autres alternatives
La politique de « bustitution » n'a pas donné satisfaction : dans bien des cas, les lignes de bus, qui desservaient les anciennes gares, se sont avérées plus lentes et moins pratiques que le train. Faute de repreneur privé, il a fallu en fermer la plupart moins de deux ans après leur inauguration, privant les campagnes de tout service de transport en commun.
On ne trouve guère, dans le rapport Beeching, de mesures d’optimisation de l'exploitation (frais de gestion, horaires, etc.) ; or plusieurs des gares qui ont été fermées employaient des salariés 18 heures par jour, car elles étaient desservies par des lignes équipées de nombreux postes d'aiguillage de l’Époque victorienne. Les coûts d'exploitation auraient pu être réduit simplement en diminuant le personnel et en supprimant les postes redondants de ces lignes, ce qui aurait permis de conserver les gares. Cette approche a été mise en œuvre depuis par British Rail et ses repreneurs pour les lignes à petit trafic, comme l’East Suffolk Line reliant Ipswich à Lowestoft, conservée en tant que basic railway.

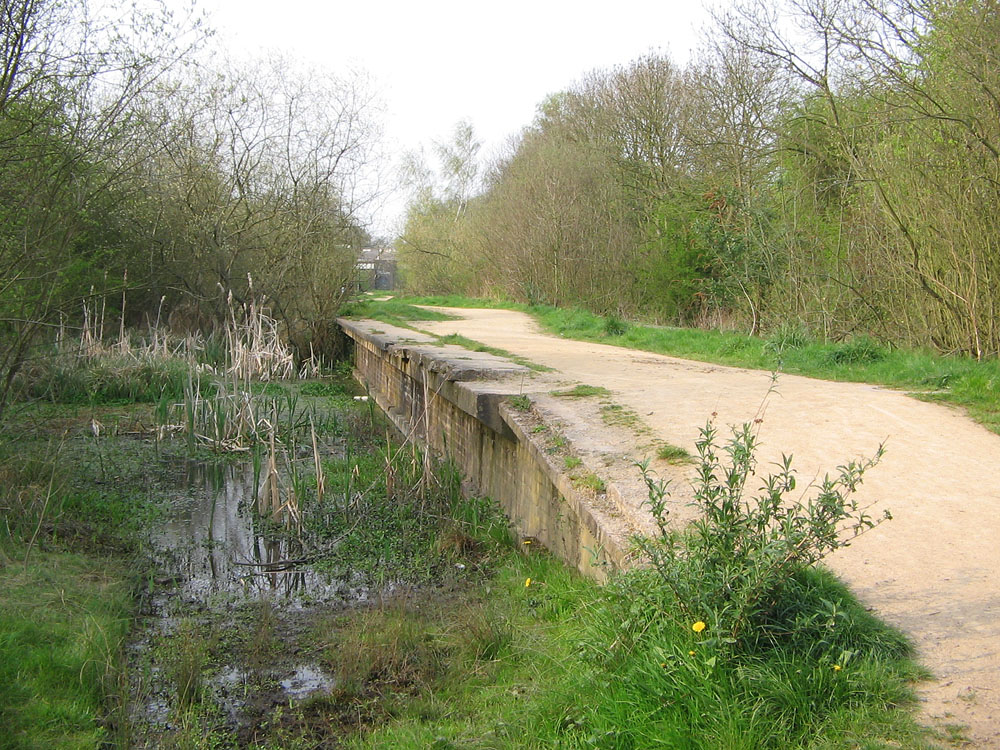
Le quai désaffecté de la gare de Rugby sur l'ancienne ligne Great Central Railway
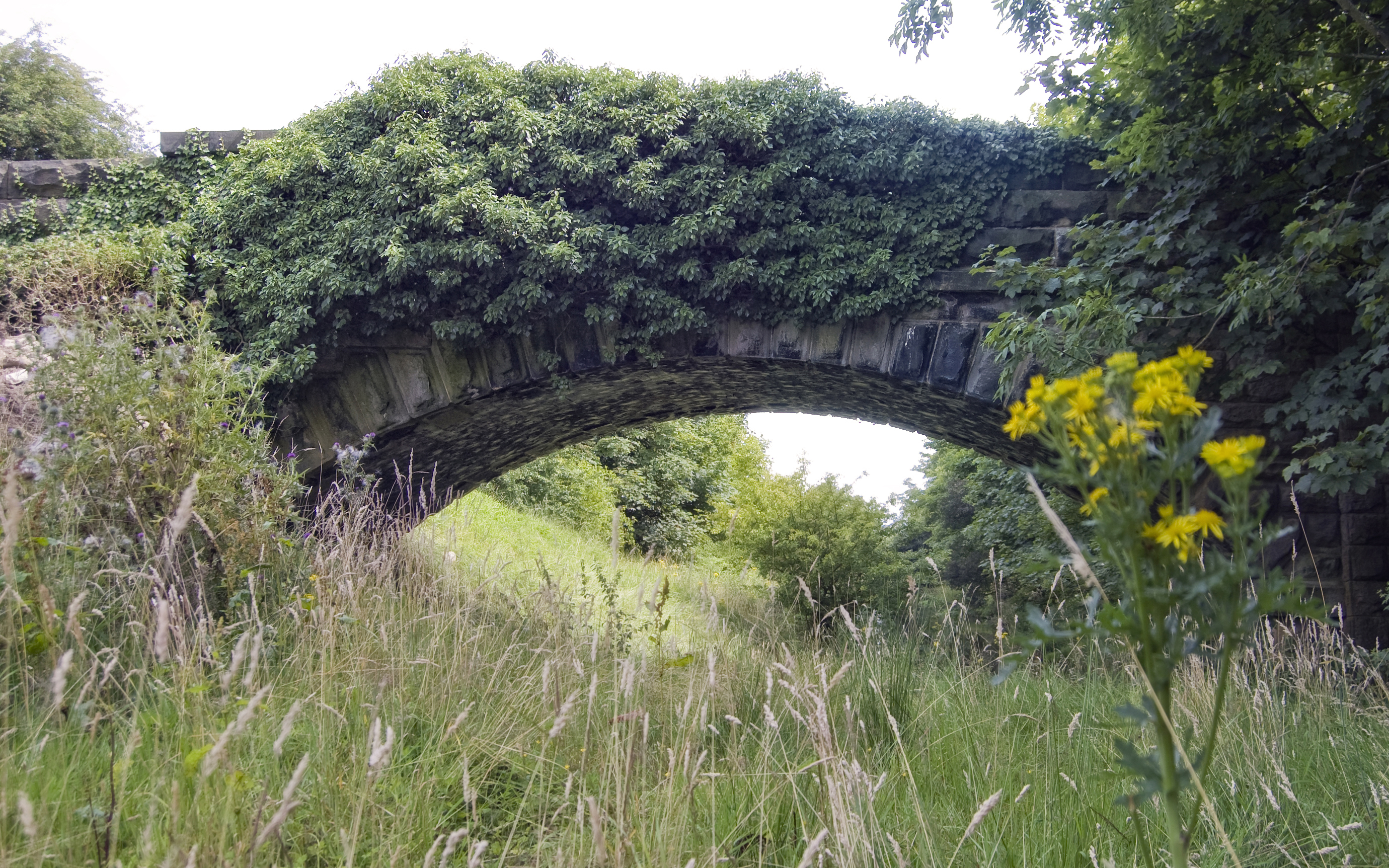
Un pont en pierre à l'abandon franchissant la ligne Otley and Ilkley Joint Railway, fermée en 1965.
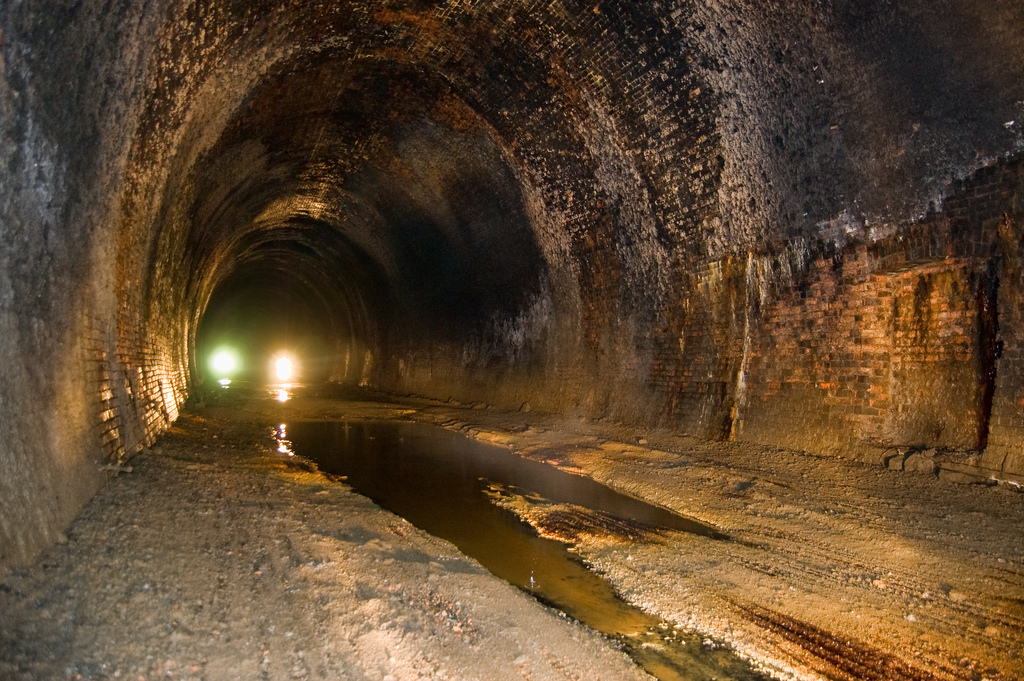
Ce tunnel inachevé se trouvait sur ligne de Harrogate à Church Fenton, qui fut l'une des premières victimes du rapport Beeching.

## Soupçons de corruption
Les Conservateurs, menés par le Premier ministre Harold Macmillan, avaient renforcé leur majorité à la Chambre des Communes aux Élections générales de 1959. C'est à ce moment qu'Ernest Marples, ex-Secrétaire d’État aux Postes, devint ministre des Transports du nouveau cabinet ; on a dépeint Marples comme un magnat de la construction orgueilleux (cocky), pétulant (flash) et intrigant (slick), et Macmillan a pu écrire que ce jeune homme des classes laborieuses, boursier d'une grammar school, était l'un des deux seuls self-made men de son cabinet.
Un journaliste du New Scientist, Mick Hamer, laisse entendre que la politique des transports publics avait alors pris un virage affairiste, puisqu'à l’époque de sa nomination, le ministre Marples détenait 64 000 des 80 000 actions de la société de travaux publics Marples Ridgeway, spécialisée dans les grands travaux routiers.
Marples, en effet, avait fait fortune en montant sa compagnie de travaux publics. Lors de l’inauguration de l’autoroute M1, il avait déclaré : « Cette autoroute ouvre une ère nouvelle dans le transport routier. Elle est en résonance avec la science dynamique de notre temps. C'est une arme puissante dont il faut doter notre infrastructure de transport. » Ses accointances avec la société Marples Ridgway ont suscité l'indignation publique à l'époque, bien qu'il eût, évidemment, démissionné de ses fonctions de directeur de la compagnie à son entrée dans le cabinet, en 1951 ; car il ne revendit ses actions dans la société qu'en 1960, après que celle-ci eut obtenu l’adjudication du chantier de l’autopont de Hammersmith, et après une séance houleuse à la Chambre des Communes, le 28 janvier 1960 ; il déclara solennellement devant les députés que la revente de ses actions était en cours et serait conclue « très prochainement », précisant que l’acte de vente stipulait qu’il pourrait racheter ces titres à leur cours actuel à la fin de son mandat. Au mois de juillet 1964, Marples Ridgway & partners remportait un marché de 4 100 000 £ pour le prolongement de la M1 par le contournement de Hendon, l'année même où cette société était rachetée par Bath and Portland Group. Si aucune preuve de collusion n’a pu être apportée pour les contrats accordés à cette société sous le mandat de Marples, la situation a créé un réel malaise dans l’opinion publique, surtout en ce qui concerne les chemins de fer.
Au mois d'avril 1960, le Premier Ministre Harold Macmillan chargea l'industriel Ivan Stedeford, membre du directoire de la Banque d'Angleterre, de présider une commission (Stedeford Committee) pour réformer la British Transport Commission. Le Secrétaire d'Etat aux Transports, E. Marples, avait demandé à Frank Smith, un ingénieur en retraite d'Imperial Chemical Industries, de participer à cette commission ; mais Smith avait refusé et proposé de nommer à sa place un jeune collègue, le Dr. Beeching, un physicien de 43 ans qui venait d'être nommé au conseil de surveillance d'ICI. Quant aux autres membres de la commission, c'étaient des hommes d'affaires âgés qui n'avaient jamais travaillé dans les chemins de fer. Bientôt, Stedeford et Beeching se déchirèrent sur une multitude de sujets, hormis la réduction du réseau ferré britannique. Malgré les suspicions, en effet, la commission n'y avait pas son mot à dire et le gouvernement était déjà acquis à l'idée d'optimiser la taille de ce réseau.
En dépit des questions de la Chambre, le rapport de la Commission Stedeford ne fut pas publié sur le moment,. Au mois de décembre 1960, la Chambre des lords s'interrogea publiquement sur les raisons de ce secret et de ces réflexions « sous le comptoir. » D. Henshaw suppose que Stedeford y recommandait la nomination par le gouvernement d'une autre commission chargée de « déterminer la taille et le maillage d'un réseau ferroviaire répondant aux besoins actuels et prévisibles, à la lumière des développements et des tendances des autres modes de transport… et d'examiner toute autre question pertinente à ce sujet. »
C'est alors, au mois de mars 1961, que Marples nomma Beeching président de la British Transport Commission, moyennant une clause controversée de maintien de ses émoluments à I.C.I. (24 000 £ par an, soit 367 000 £ au cours de 2010). Ce traitement, équivalent à 35 fois celui de la plupart de cheminots, a été décrié trente ans plus tard comme un « désastre politique. »
La Commission des Transports (BTC) fut dissoute par décret (Transport Act 1962), et remplacée le 1er janvier 1963 pour les chemins de fer par le British Railways Board, présidé par le Dr Beeching. La loi instituait des mesures allégeant le processus de fermeture de lignes, en supprimant la nécessité des enquêtes publiques. L'analyste O. Kahn-Freund a qualifié cette loi de « mesure légale la plus révolutionnaire pour les chemins de fer depuis l'adoption du Railway and Canal Traffic Act 1854. »
Le premier rapport Beeching a été publié en mars 1963 et a été adopté par le Gouvernement ; il a entraîné la fermeture d'un tiers du réseau ferré britannique et la destruction de plus de 300 000 wagons.

## Écho dans les œuvres de fiction
Le duo de chansonniers Flanders et Swann ont composé une complainte : Slow Train, sur les lignes frappées par le programme Beeching. The Beeching Report est une chanson du groupe ILiKETRAiNS.
Le film The Titfield Thunderbolt (Tortillard pour Titfield en V.F.) , une des meilleures et des plus échevelées des Comedies d'Ealing narre les réactions d'un village anglais archétypique, vent debout contre la fermeture de sa ligne locale. Les villageois, aux prises avec un autocariste sans scrupule nommé Crump vont jusqu'à voler ...une locomotive (qui plus est dans un musée !) pour inaugurer leur compagnie en temps et en heure, en présence des inspecteurs du Ministère des transports.
Dans le roman de Peter May, Runaway (Les Fugueurs de Glasgow, Babel Noir), un chapitre prend place (en 1965) dans une gare récemment désaffectée à cause du plan Beeching. L'un des fugueurs explique les grandes lignes de ce démantèlement et ce qu'en a dit leur professeur d'Histoire.